# Pseudogap
 (août 2023).
La mise en forme du texte ne suit pas les recommandations de Wikipédia : il faut le « wikifier ».
Les points d'amélioration suivants sont les cas les plus fréquents. Le détail des points à revoir est peut-être précisé sur la page de discussion.
- Les titres sont pré-formatés par le logiciel. Ils ne sont ni en capitales, ni en gras.
- Le texte ne doit pas être écrit en capitales (les noms de famille non plus), ni en gras, ni en italique, ni en « petit »…
- Le gras n'est utilisé que pour surligner le titre de l'article dans l'introduction, une seule fois.
- L'italique est rarement utilisé : mots en langue étrangère, titres d'œuvres, noms de bateaux, etc.
- Les citations ne sont pas en italique mais en corps de texte normal. Elles sont entourées par des guillemets français : « et ».
- Les listes à puces sont à éviter, des paragraphes rédigés étant largement préférés. Les tableaux sont à réserver à la présentation de données structurées (résultats, etc.).
- Les appels de note de bas de page (petits chiffres en exposant, introduits par l'outil «  Source ») sont à placer entre la fin de phrase et le point final[comme ça].
- Les liens internes (vers d'autres articles de Wikipédia) sont à choisir avec parcimonie. Créez des liens vers des articles approfondissant le sujet. Les termes génériques sans rapport avec le sujet sont à éviter, ainsi que les répétitions de liens vers un même terme.
- Les liens externes sont à placer uniquement dans une section « Liens externes », à la fin de l'article. Ces liens sont à choisir avec parcimonie suivant les règles définies. Si un lien sert de source à l'article, son insertion dans le texte est à faire par les notes de bas de page.
- La présentation des références doit suivre les conventions bibliographiques. Il est recommandé d'utiliser les modèles {{Ouvrage}}, {{Chapitre}}, {{Article}}, {{Lien web}} et/ou {{Bibliographie}}. Le mode d'édition visuel peut mettre en forme automatiquement les références.
- Insérer une infobox (cadre d'informations à droite) n'est pas obligatoire pour parachever la mise en page.

Pour une aide détaillée, merci de consulter Aide:Wikification.
Si vous pensez que ces points ont été résolus, vous pouvez retirer ce bandeau et améliorer la mise en forme d'un autre article.

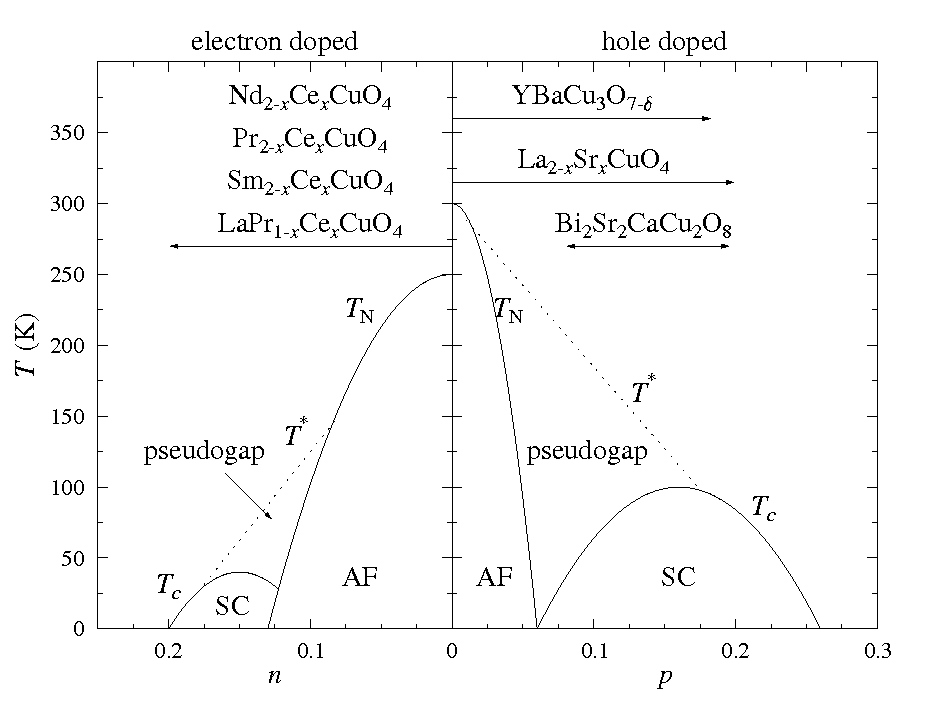
Diagramme de phase d'un cuprate supraconducteur dopé montrant la phase du pseudogap

En physique de la matière condensée, un pseudogap décrit un état où la surface de Fermi d'un matériau possède un écart d'énergie partiel, par exemple, un état de structure de bande où la surface de Fermi n'est gapée qu'en certains points. Le terme pseudogap a été inventé par Sir Nevill Mott en 1968 pour indiquer un minimum dans la densité d'états au niveau de Fermi, N(EF), résultant de la répulsion coulombienne entre les électrons d'un même atome, d'une bande interdite dans un matériau désordonné ou d'un combinaison de ceux-ci.
Dans le contexte moderne, le pseudogap est un terme provenant du domaine de la supraconductivité à haute température et qui fait référence à une plage d'énergie (normalement proche du niveau de Fermi ) à laquelle très peu d'états sont associés. Ceci est très similaire à un véritable « gap », qui est une gamme d'énergie qui ne contient aucun état autorisé. De tels gaps s'ouvrent, par exemple, lorsque les électrons interagissent avec le réseau cristallin. Le phénomène de pseudogap est observé dans une région du diagramme de phase générique des cuprates supraconducteurs à haute température, existant dans des échantillons sous-dopés à des températures supérieures à la température de transition supraconductrice.
Seuls certains électrons sont sensibles à ce gap. Le gap, qui devrait être associé à un état isolant, n'existe que pour les électrons qui se déplacent parallèlement aux liaisons cuivre-oxygène. Les électrons qui se dirigent quant à eux à 45° de cette liaison peuvent se déplacer librement dans tout le cristal. La surface de Fermi est donc constituée d'arcs de Fermi formant des poches centrées sur les bords de la zone de Brillouin. Dans la phase du pseudogap, ces arcs disparaissent progressivement lorsque la température diminue jusqu'à ce que quatre points seulement sur les diagonales de la zone de Brillouin restent non gapés.
D'une part, cela pourrait représenter une toute nouvelle phase électronique consommant les états disponibles, n'en laissant spécifiquement que quelques-uns à apparier. En revanche, la similarité entre ce gap partiel et celui à l'état supraconducteur pourrait indiquer que le pseudogap résulte de paires de Cooper préformées.
Récemment, un état de pseudogap a également été décrit dans des supraconducteurs conventionnels fortement désordonnés tels que TiN, NbN, ou de l'aluminium granulaire.

## Preuves expérimentales
Un pseudogap peut être observé par plusieurs méthodes expérimentales différentes. L'une des premières observations a été dans les mesures RMN de YBa2Cu3O6+x par H. Alloul et al.  et par des mesures de chaleur spécifiques par Loram et al.  Le pseudogap est également apparent dans les données ARPES (Angle Resolved Photoemission Spectroscopy) et STM (Scanning tunneling microscope), qui peuvent mesurer la densité d'états des électrons dans un matériau.

## Mécanisme
L'origine du pseudogap est controversée et encore sujette à débat dans la communauté de la matière condensée. Deux interprétations principales se dégagent :
1. Le scénario des paires préformées : Dans ce scénario, les électrons forment des paires à une température T* qui peut être bien supérieure à la température critique T c où apparaît la supraconductivité. Des valeurs de T* de l'ordre de 300 K ont été mesurées dans des cuprates sous-dopés où T c n'est qu'environ 80 K. La supraconductivité n'apparaît pas à T* car de grandes fluctuations de phase du champ d'appariement ne peuvent s'ordonner à cette température. Le pseudogap est alors produit par des fluctuations incohérentes du champ d'appariement. Le pseudogap est un état normal précurseur du gap supraconducteur en raison de corrélations d'appariement dynamiques locales. Ce point de vue est soutenu par une approche quantitative du modèle d'appariement attractif liant des expériences de chaleur spécifiques.
2. Le scénario d'un pseudogap non lié à la supraconductivité : Dans cette classe de scénarios, de nombreuses origines possibles différentes ont été avancées, telles que la formation de bandes électroniques, d'un ordre antiferromagnétique ou d'autres paramètres d'ordre exotiques qui viennent concurrencer le mécanisme de supraconductivité.